# BC Card
BC Card (Хангыль: 비씨카드) — южнокорейская компания, предоставляющая финансовые услуги, со штаб-квартирой в Сеуле. Крупнейшая в Южной Корее компания по обработке платежей, она предоставляет сквозные платежные услуги, в первую очередь финансовым учреждениям, а также услуги эквайринга для местных коммерческих компаний через свою дочернюю компанию Smartro. Среди продуктов BC Card -  кредитные карты, дебетовые карты и карты предоплаты.  Компанией проводятся эмиссия и обслуживание карт под брендом «BC» для  финансовых организаций. Компания также предоставляет решения для интернет-торговли и мобильных платежей, а также работает в качестве туристического агентства. 
Основным источником дохода компании, в отличие большинства присутствующих на рынке является не комиссия с транзакций, а сервисные платёжные сборы, выплачиваемые банками. 

## Глобальные платежные сервисы
BC Card является ведущей компанией в корейской карточной индустрии и превращается в глобальную платежную компанию, стремясь стать глобальным платежным провайдером. В 2008 году, когда она открыла местную дочернюю компанию в Китае, она начала партнерство с China Union Pay, китайской компанией, выпускающей кредитные карты, и выпустила кобрендинговую карту «China Series Card».

## Компании-члены
- Busan Bank
- Citibank Korea
- Daegu Bank
- KEB Hana Card
- Industrial Bank of Korea
- KB Kookmin Card
- Kyongnam Bank
- Nonghyup
- Shinhan Card
- Standard Chartered Korea
- Woori Card
- Community Credit Cooperative (не член, но эмитент)
- Korea Post  (не член, но эмитент)
- Korean Federation of Savings Banks (не член, но эмитент)

## Бренд
BC Cards представляют собой фирменные кредитные карты и чековые карты (также известные как дебетовые карты).
- Внутренняя карта BC Южная Корея
- BC Global (рассматривается как Diners Club/Discover за пределами Кореи, только кредитная карта)
- BC Visa
- BC Master/Maestro
- BC JCB (Только кредитная карта)
- BC CUP